# Sozialziele
Sozialziele ist ein Begriff der schweizerischen Bundesverfassung (Art. 41). Der Artikel 41 verpflichtet in erster Linie die Bundesversammlung und die kantonalen Parlamente, die im Artikel 41 Absatz 1 festgehaltenen Aspekte zu verwirklichen. Der Art. 41 kann bei der Auslegung anderer Rechtsnormen auch von den übrigen Staatsorganen hinzugezogen werden. Aus den Sozialzielen erwachsen jedoch keine einklagbaren Rechte. Man kann vor Gericht nicht geltend machen, der Gesetzgeber habe seine Verpflichtungen aus Art. 41 verletzt. Art. 41 Abs. 4 schreibt: «Aus den Sozialzielen können keine unmittelbaren Ansprüche auf staatliche Leistungen abgeleitet werden.» Genauso wenig stellt Art. 41 eine selbstständige Ermächtigung für den Bund dar, in den aufgeführten Bereichen tätig zu werden. Will die Bundesversammlung etwa die Entwicklung von Kindern und Jugendlichen fördern (Art. 41 Abs. 1 lit. g), muss sie eine zusätzliche Verfassungsgrundlage schaffen, die den Kompetenzbereich des Bundes absteckt (Prinzip der Einzelermächtigung).
Art. 41 ist damit eine Staatszielbestimmung und «Grundnorm der schweizerischen Sozialpolitik». Art. 41 enthält aber keine sozialen Grundrechte, sondern programmatische Aufträge an die staatlichen Behörden, die Anliegen des Sozialstaats aus Art. 41 in der Rechtsetzung und Rechtsanwendung (die öffentliche Verwaltung und Gerichte) zu verwirklichen. Im Vergleich zur Präambel oder den Wohlfahrtsartikeln sind die Sozialziele indes konkreter formuliert und nicht nur prinzipienhaft.